# Jean-François Rodriguez
Jean-François Rodriguez (19 december 1957) is een voormalig Frans wielrenner.

## Levensloop en carrière
Rodriguez werd prof in 1980. Hij boekte slechts 4 professionele overwinningen in kleinere rittenkoersen. Hij was een helper van Bernard Hinault.

## Resultaten in voornaamste wedstrijden
| Jaar | Ronde van Italië | Ronde van Frankrijk | Ronde van Spanje |
| ---- | ---------------- | ------------------- | ---------------- |
| 1981 |                  | 19e                 |                  |
| 1982 | 26e              | 26e                 |                  |
| 1983 | 39e              | 66e                 |                  |
| 1984 |                  | opgave              |                  |

| Jaar | Milaan-San Remo | Amstel Gold Race |
| ---- | --------------- | ---------------- |
| 1981 |                 |                  |
| 1982 |                 |                  |
| 1983 | 42e             | 52e              |
| 1984 |                 |                  |